# Thomas Blakiston
Thomas Wright Blakiston (27 décembre 1832 – 15 octobre 1891) était un naturaliste et explorateur anglais.

## Biographie
Né à Lymington, en Angleterre, Blakiston était le fils de John Major Blakiston, second fils de Sir Matthew Blakiston. Sa mère était la fille du révérend Thomas Wright, recteur de Market Bosworth, dans le Leicestershire.
Blakiston explora l'ouest du Canada avec l'expédition Palliser, entre 1857 et 1859. En 1862, il remonta le fleuve Yangtze, en Chine, en allant plus loin que tout autre Occidental avant lui. Il passa la deuxième partie de sa vie au Japon et devint l'un des grands naturalistes de ce pays. En 1874, il fait tout le tour de l'île de Yeso. Il s'établit aux États-Unis en 1886. Blakiston décéda d'une pneumonie alors qu'il se trouvait à San Diego, en Californie, en 1891. Il est enterré au Green Lawn Cemetery de Columbus (Ohio).
Blakiston fut le premier à constater que les animaux d'Hokkaido, île septentrionale du Japon, sont liés à des espèces d'Asie du Nord, tandis que celles d'Honshu, au sud étaient liés à celles de l'Asie du Sud. Le détroit de Tsugaru sépare les deux îles forme donc une importante frontière zoogéographique, connue sous le nom de « Ligne de Blakiston ».
Blakiston recueillit un spécimen de hibou à Hakodate, au Japon en 1883. Il fut décrit plus tard par Henry Seebohm et nommé le hibou pêcheur de Blakiston (Bubo blakistoni) ou kétoupa de Blakiston.
Il épousa Mary Ann, fille de James Dunn, en 1885. Ils eurent au moins deux enfants. Il est décédé en octobre 1891, âgé de 58 ans. Sa femme lui survécut 46 ans et décéda en mars 1937.

## Publications
- Five months on the Yang-Tze... and notices of the present rebellions in China, London, J. Murray, 1862.
- Water-birds of Japan, Washington, 1886.
- avec Henry Pryer, Catalogue of the birds of Japan, Yokohama, 1890.
- Report of the exploration of two passes through the Rocky Mountains in 1858, Woolwich (England), 1890.